# Profecia dos quatro animais

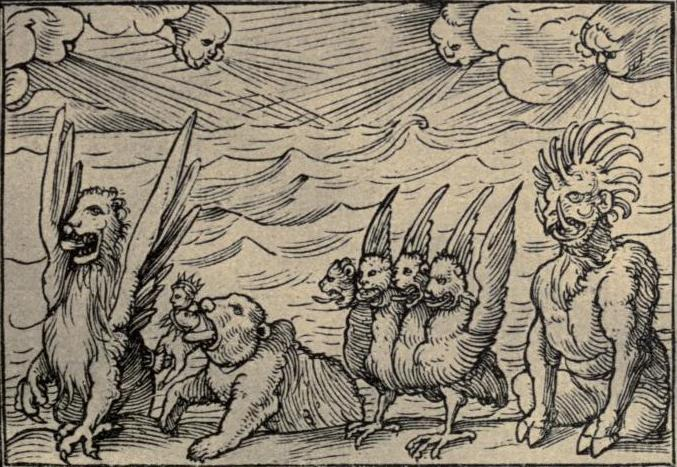
Daniel em sua visão das quatro bestas por Hans Holbein the Younger

A Profecia dos 4 animais (no Livro de Daniel capítulo 7) é um relato bíblico, segundo o qual, durante o primeiro ano de Belsazar como rei da Babilônia, o profeta Daniel, na sua cama, teve visões em seu sonho. Ele escreveu o sonho e relatou a suma das coisas que viu. Daniel conta em sua narração que quatro ventos se chocavam sobre o mar e então quatro animais grandes emergiram. É importante observar que Daniel não apresenta os materiais de seu livro escritos em ordem cronológica. Os acontecimentos dos capítulos 5 e 6 decorreram depois dos que se registram no capítulo 7.
- O primeiro era um leão com asas de águia;
- O segundo era um urso com três costelas entre os seus dentes;
- O terceiro era um leopardo com quatro cabeças e quatro asas de ave;
- O quarto animal, "terrível e espantoso e muito forte", tinha grandes dentes de ferro e dez chifres.

Daniel narra sequencialmente cada um dos animais e o que cada um fez. A profecia é uma premonição de algo que irá acontecer, representando a premonição que o anticristo virá. Existem três linhas principais para a interpretação de profecias bíblicas: a preterista, a futurista e a historicista.

## Interpretação preterista
O preterismo é a metodologia mais popular para o exame de profecias bíblicas entre os eruditos críticos. Essa escola é também conhecida como a contemporânea-histórica e inclui exegetas tão brilhantes quanto Beckwith, Swete, Ramsay, Simcox, Moses Stuart e F. F. Bruce.
Nesta corrente, a Edição Pastoral da Bíblia sustenta que o texto é simbólico: o mar é a história dos homens e as quatro feras são os quatro impérios que dominaram o Oriente Médio, do século VII ao século II a.C. A primeira fera (leão) é o Império Neobabilônico; a segunda (urso) é o Império Medo; a terceira (leopardo) é o Império Aquemênida (Persa); a quarta (fera medonha) é o império de Alexandre. Os dez chifres são os reis da dinastia grega dos Selêucidas, que dominaram a Síria no século II AC; o chifre pequeno é Antíoco IV Epifânio (175−163 a.C.) que, para conseguir e solidificar seu poder, livrou-se de vários concorrentes.
O Ancião é o próprio Deus, cercado por seus anjos, mediadores de sua ação na história. Os livros, onde são registradas as ações dos homens, são abertos: começa o julgamento. A fera julgada é a quarta, símbolo do Império de Alexandre e, principalmente, de Antíoco IV. O misterioso filho de homem é uma personificação do povo fiel, que recebe de Deus o reino que durará para sempre. O Novo Testamento vê em Jesus esse misterioso filho de homem que vem do Céu.
O cerne do texto é a luta que o povo de Deus terá que sustentar na história contra os impérios opressores. Mas a vitória será do povo fiel, que receberá de Deus o Reino e reinará para sempre. Os vv. 19-27 se detêm na quarta fera e, principalmente, no chifre pequeno que simboliza Antíoco IV. Durante seu reinado, ele quis ocupar o lugar de Deus, mudar os costumes e o calendário judaico, proibir o sábado e as festas religiosas dos judeus, e perseguiu os que eram fiéis à lei de Moisés.

## Interpretação futurista
O futurismo situa-se no outro extremo da interpretação, com relação ao preterismo. O futurismo acredita que as profecias, em sua maciça maioria, aplica-se totalmente ao futuro. O Futurismo aponta à tribulação final da igreja e é portanto especialmente dirigido aos crentes nos primeiros últimos anos da história. Digo "especialmente" porque nenhum futurista nega o valor presente das promessas e princípios achados nas profecias.

## Interpretação historicista
Segundo esta linha de interpretação, a profecia do capítulo 7 cobre essencialmente o mesmo lapso histórico que o sonho do capítulo 2 de Daniel. Ambos abarcam desde os dias do profeta até o dia do juízo final. Em Daniel 2, Nabucodonosor viu os poderes mundiais representados por uma grande estátua de metal, já no capítulo 7, Daniel os viu mediante o simbolismo de bestas (animais) e chifres.
Os estudiosos que defendem esta linha de raciocínio entendem que o tema do capítulo 2 de Daniel é essencialmente político. Foi dado, em primeiro lugar, para informar a Nabucodonosor e assim conseguir sua cooperação com o plano divino. Já a profecia do capítulo 7, como as do resto do livro, foram dadas especialmente para que o plano divino, através de todos os séculos, pudesse ser entendido e revelado. Estas profecias tem como pano de fundo a luta do bem contra o mal, o grande conflito entre Cristo e Satanás. O artigo Profecia da Estátua de Nabucodonosor também pode melhorar a contextualização e facilitar o entendimento desta linha de interpretação.

### Quatro Ventos do Céu Combatiam no Grande Mar
"Daniel disse: Olhava eu em minha visão de noite, e tenho aqui que os quatro ventos do céu combatiam no grande mar." 

#### Quatro Ventos
Do Aramaico 'rúaj', equivalente ao hebreu 'rúaj', tem uma variedade de significados e é traduzida de várias formas na Bíblia, tais como:
- "Espírito" humano;[3]
- "Espírito" divino;[4]
- "Vento".[5]

Metaforicamente a palavra também é usada para referir-se a coisas vazias ou vãs. Quando é usada numa visão simbólica, como aqui, a palavra parece indicar atividade ou alguma forma de energia, determinando-se sua natureza exata pelo contexto. Por exemplo, os "ventos" da visão simbólica de Ezequiel, que fizeram reviver os esqueletos secos, representavam a energia divina que fazia reviver à morta nação de Israel. Os "ventos" de Daniel que combatiam no grande mar, fazendo surgir quatro bestas (ou impérios), representavam àqueles movimentos (diplomáticos, bélicos, políticos ou de outra índole) que determinariam a história desse período. Os "quatro ventos" provenientes dos quatro pontos cardeais, representavam a atividade política em diversas partes do mundo (como por exemplo nos livros de Jeremias e Zacarias).

#### Combatiam
A palavra 'guaj' traduzida como 'combatiam', está relacionada ao verbo "agitar". A forma do verbo sugere ação continuada.

#### Grande Mar
O 'grande mar' é aqui identificado como um símbolo  das nações do mundo, o "grande mar" da humanidade em todos os séculos.

### Quatro Animais
"E quatro animais grandes, diferentes uns dos outros, subiam do mar."

#### Quatro Reinos
Segundo o verso 17, as quatro bestas representam "quatro reis que se levantarão na terra". Algumas traduções usam a palavra 'reinos' em vez de 'reis'. A quarta besta é chamada especificamente de "um quarto reino" que segue aos "outros reinos". É frequentemente aceita a ideia de que estas quatro bestas representam os mesmos quatro poderes simbolizados pela imagem metálica do capítulo 2 de Daniel.

#### Diferentes uns dos Outros
A diferença da qual se fala aqui tinha sido ilustrada pelos diferentes metais apresentados em  2:38-40. A mesma diferença é literalmente expressada neste verso através dos diferentes animais que se apresentaram.

#### Subiam do Mar
As potências mundiais que se representavam não exerceram seu poder em forma simultânea, mas sucessiva. Novamente cabe a anologia com a profecia do capítulo 2, onde também os poderes e reinos se sucederam um após o outro.

### Primeiro Animal
O primeiro era como leão e tinha asas de águia; enquanto eu olhava, foram-lhe arrancadas as asas, foi levantado da terra e posto em dois pés, como homem; e lhe foi dada mente de homem.

#### Leão com Asas de Águia
Um leão alado é símbolo muito adequado para representar a Babilônia. O leão alado se acha nas obras de arte babilônica. Era comum a combinação de leão e águia: geralmente um leão com asas de águia, às vezes com garras ou bico; outra combinação parecida era o águia com cabeça de leão. O leão alado é uma das formas desse animal-símbolo que com freqüência se representa combatendo junto a Marduk, o deus patrono de Babilônia. Outros profetas da Bíblia também se referiram ao rei Nabucodonosor por meio de figuras semelhantes. O leão como rei das feras e a águia como rainha das aves representavam adequadamente ao Império de Babilônia no apogeu de sua glória. O leão se destaca por sua força, enquanto o águia é famosa pelo vigor e o alcance de seus voos. O poder de Nabucodonosor se sentiu não só na Babilônia, mas desde o Mediterrâneo até o Golfo Pérsico, e desde o Ásia Menor até Egito. Por isso é adequado representar o alcance do poder de Babilônia com um leão dotado de asas de águia. Ainda se traçarmos um paralelo com a profecia de Daniel 2, o primeiro império representado pela cabeça da estátua era Babilônia. Da mesma forma a primeira besta é o império de Nabucodonosor II.

#### Asas Arrancadas
O leão já não podia voar como águia para atingir sua presa. Isto se refere provavelmente ao tempo quando reis menos poderosos seguiram a Nabucodonosor no trono de Babilônia, dirigentes durante cuja administração Babilônia perdeu glória e poder. Alguns sugeriram também que isto é uma possível referência à última parte da vida de Nabucodonosor, quando durante sete anos lhe foi tirado não só o poder mas também a razão. Mas após esse fato recuperou se o trono e convertendo ao Deus de Daniel. No reinado de seu filho Belsazar que Deus o avisou atrás de uma escrita nas paredes onde foi decifrada por Daniel que, por sua adoração a ídolos ele perderia seu império. Naquele mesmo dia os Medos e Persas atacaram Babilônia e a conquistou.

Deve-se entender sem dúvida que este era o reino de babilônia, já que o reino medo persa é definido em Daniel 5:28 como sucessor do primeiro reino, no caso, o babilônico.

#### Em Dois Pés, como Homem
Um leão erguido como um homem indica a perda das qualidades distintivas de um leão. O apelido do Rei Ricardo I de Inglaterra, "coração de leão", indicava valor e ousadia invulgares. Ao inverso, um leão "com mente de homem" (em algumas traduções da bíblia é usada a palavra 'coração' no lugar da palavra 'mente') assinalaria covardia e timidez. Em seus anos de decadência Babilonia se debilitou por causa da riqueza e o luxo, até cair perante o Império Medo-Persa. Alguns estudiosos defendem a ideia que a expressão "coração de homem" ou mesmo "mente de homem" representa o desaparecimento da característica animal de voracidade e ferocidade e a humanização do rei de Babilonia. Tal interpretação poderia aplicar-se a Nabucodonosor depois de sua vivência humilhante, mas não seria uma representação apropriada do reino em seus últimos anos.
Muito pelo contrário da ultima opinião o reino da medo-persa se encaixa na perfeitamente na descrição do segundo animal.

### Segundo Animal
Continuei olhando, e eis aqui o segundo animal, semelhante a um urso, o qual se levantou sobre um dos seus lados; na boca, entre os dentes, trazia três costelas; e lhe diziam: Levanta-te, devora muita carne.

#### Urso

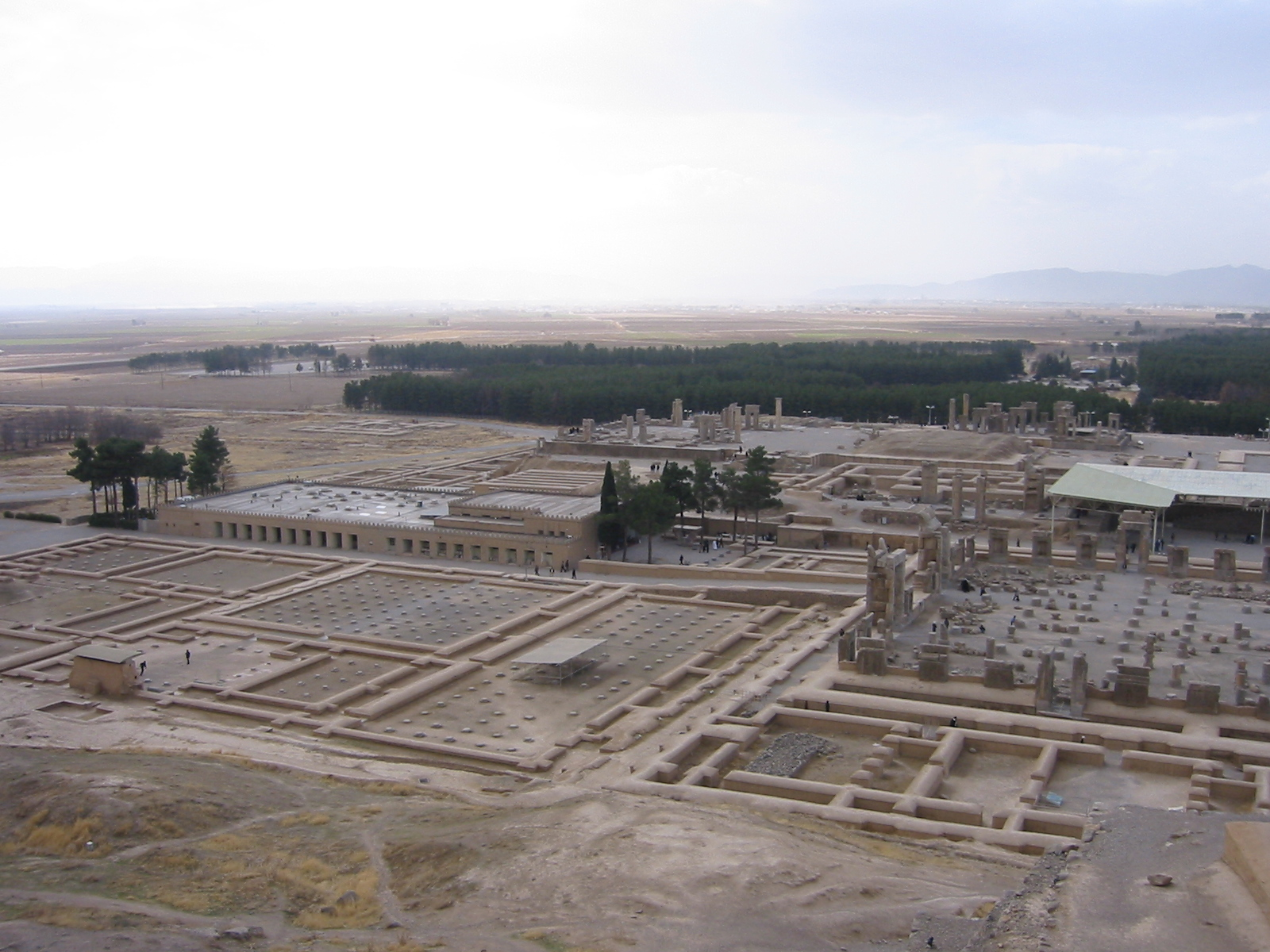
Ruínas de Persépolis, antiga capital do Império Aquemênida (Persa).

Daniel no capítulo 7 pouco interpreta e nem mesmo identifica os primeiros três reinos representados pelos três animais. No entanto seguindo o raciocínio proposto pela interpretação histocista, o segundo animal (urso) corresponderia ao segundo metal da imagem (ver Profecia da Estátua de Nabucodonosor). Logo o Império Medo-Persa, corresponderia a prata. Como a prata é inferior ao ouro, assim também em alguns aspectos o urso é inferior ao leão. No entanto, o urso é cruel e capaz, características atribuídas aos medos. Em Isaías 44:28 existe uma outra profecia que se relaciona com este segundo reino. Esta é uma profecia notável pois menciona o conquistador persa Ciro II, nominalmente, um século e meio antes de que ele nascesse, e prediz sua notável participação na libertação dos judeus. Ciro deve ter-se maravilhado muito ao inteirar-se de que seu nome aparecesse numa profecia judia, na qual se descrevia a tomada de Babilônia e se predizia sua política para com os cativos judeus. Pouco após tomar a cidade de Babilônia, Ciro proclamou o decreto que permitiu que os judeus cativos regressassem a sua pátria e reconstruíssem o templo.

#### Se Levantou Sobre um dos Seus Lados
Ao comparar com a passagem de Daniel 8: parecesse que o reino era composto de duas partes (ou seja, dois lados). Dos medos e os persas, os últimos chegaram a ter o poder dominante uns poucos anos antes de que o império dual conquistasse a Babilonia.
Não se mencionam estas costelas na interpretação de Daniel, mas muitos estudiosos as consideraram como símbolo dos três principais poderes que foram conquistados pelo Império Medo-Persa: Reino da Lídia, Babilônia e Egito.

### Terceiro Animal
Depois disso, eu continuei olhando, e eis aqui outro, semelhante a um leopardo, e tinha quatro asas de ave nas suas costas; tinha também esse animal quatro cabeças, e foi-lhe dado domínio.

#### Semelhante a um Leopardo
O leopardo é um animal feroz e carnívoro, notável por sua velocidade e a agilidade de seus movimentos. O poder que teria de seguir ao Império Medo-Persa é identificado nominalmente em 8:21 como "Grécia". Esta "Grécia" deve ser confundida com a Grécia do período clássico, já que esse período precedeu à queda de Persia. Provavelmente a "Grécia" que figura em Daniel corresponde com o império de Alexandre Magno, que deu começo à época que conhecemos como Período Helenístico. Antes de Alexandre não se poderia fazer referência ao "primeiro rei" de um império grego, como "um rei valente" que tinha "grande poder".
Em 336 a.C. Alexandre herdou o trono da Macedônia, na fronteira norte de Grécia. O pai de Alexandre, Filipe II da Macedónia, já tinha unido sob seu domínio à maioria das cidades-estados da Grécia pelo ano 338 a.c. Alexandre demonstrou seu tempere ao achatar revoluções na Grécia e Trácia. Depois de ter restabelecido a ordem em seu próprio reino, Alexandre se lançou à tarefa de conquistar o Império Aquemênida (Persa), ambição que tinha herdado de seu pai. Em 334 a.c. Alexandre entrou em território persa com só 35.000 homens, a insignificante soma de 70 talentos e provisões para só num mês. A campanha foi uma série de triunfos. A primeira vitória foi conseguida em Gránico, a segunda em Isso e outra em Tiro. Passando pela Palestina, Alexandre conquistou Gaza e depois entrou no Egito virtualmente sem oposição. Ali no ano 331 a.c. fundou a cidade de Alexandria. Declarou a si mesmo sucessor dos faraós e suas tropas o aclamaram como um deus. Quando novamente nesse ano empreendeu a marcha, dirigiu seus exércitos para a Mesopotâmia, o coração do Império Aquemênida. Os persas lhe defrontaram em Arbela, perto da confluência dos rios Tigre e Grande Zabe, mas foram derrotados e fugiram. As fabulosas riquezas do maior império mundial estavam a disposição do jovem rei de 25 anos de idade.
Depois de uma organização preliminar de seu império, Alexandre prosseguiu suas conquistas para o norte e para o leste. Pelo ano 329 a.c. já tinha tomado Maracanda, que é agora Samarcanda, no Uzbequistão. Dois anos mais tarde invadiu a parte noroeste da Índia. No entanto, pouco depois de cruzar o Rio Indo, suas tropas recusaram seguir mais adiante, e se viu obrigado a voltar. De volta em Pérsia e Mesopotâmia, Alexandre começou a grande tarefa de organizar a administração de seus territórios. Em 323 a.c. estabeleceu sua capital na Babilônia, cidade que ainda conservava recordações da glória do tempo de Nabucodonosor II. No mesmo ano, depois de exceder-se na bebida, Alexandre caiu enfermo e morreu de "febre dos pântanos", que provavelmente era o antigo nome da malária.

#### Quatro Asas
Ainda que o leopardo em si é um animal veloz, sua agilidade natural parece ser inadequada para descrever a assombrosa velocidade das conquistas de Alexandre. A visão simbólica apresentava um animal com asas, não só duas mas quatro, denotando uma velocidade superlativa. O símbolo descreve muito adequadamente a velocidade com que Alexandre em menos de uma década criou o maior dos impérios do que o mundo tinha conhecido. Não há outro exemplo, em tempos antigos, de movimentos tão rápidos e vitoriósos de um exército tão grande. 
Alexandre morreu sem deixar definida a sucessão de seu trono. Primeiro seu meio irmão Felipe, débil mental, e depois seu filho póstumo, Alexandre, foram reis titulares sob a regência de um ou outro dos generais. O império foi dividido em um grande número de províncias, das quais as mais importantes foram regidas por uns seis generais principais que atuaram como sátrapas. Mas a autoridade central - isto é, os dois reis fantoches - nunca foi o suficientemente forte como para unir ao vasto império. Depois de uns doze anos de lutas internas, durante as quais o domínio de diversas zonas do território mudou de mãos repetidas vezes e morrem os dois reis. Antígono surgiu então como o último dos pretendentes ao poder central sobretudo o império de Alexandre. Uma coligação de quatro poderosos generais se opuseram a ele: Cassandro, Lisímaco, Seleuco e Ptolemeu. Os quatro queriam dividir o império entre eles. Em 306 a.c. Antígono se declarou rei de toda a nação e sucessor de Alexandre, visando manter a unidade do império. Ante isto, os quatro aliados, deixando seu título inferior de sátrapas, declararam-se reis de seus respectivos territórios. A longa luta entre os defensores da unidade sob o cetro de Antígono e seu filho Demétrio contra os quatro generais foi resolvida na Batalha de Ipso em 301 a.C. Antígono foi morto, Demétrio fugiu e seu território foi dividido. Ficaram em pé quatro reinos independentes em lugar do imenso império que Alexandre tinha formado, mas que não tinha conseguido consolidar. Ptolomeu tinha Egito, Palestina e parte de Síria; Cassandro dominava Macedônia com soberania nominal sobre Grécia; Lisímaco tinha Trácia e uma grande parte do Ásia Menor; e Seleuco possuía a maior parte do que tinha sido o Império Aquemênida: parte do Ásia Menor, o norte de Síria, Mesopotâmia e o oriente. Demétrio, só ficou com a frota e várias cidades costeiras que não chegaram a conformar um reino, ainda que mais tarde deslocou aos herdeiros de Cassandro e fundou a dinastia antigónida na Macedônia. Uns 20 anos depois da divisão, os quatro se reduziram a três, porque Lisímaco foi eliminado. Grande parte de seu território foi tomado pelo Império Selêucida, mas parte foi invadida pelos gauleses ou se desintegrou em pequenos Estados independentes. O mais importante deles foi Pérgamo. A duradoura divisão em três reinos principais permaneceu até tempos do Império Romano. Alguns estudiosos tentam procurar a continuação dos quatro reinos até o período romano, atribuindo a Pérgamo a sucessão do efêmero reino de Lisímaco. Mas comparado aos três reinos principais o reino de Pérgamo era muito menor. Porém é fácil observar que no momento crítico - quando fracassou a última esperança de manter unido ao império de Alexandre, e se fez inevitável a divisão - todo o território, exceto fragmento menores, dividiu-se em quatro reinos como o especificava a profecia. O império de Alexandro, ainda que dividido, era uma continuação uma realização do ideal de seu fundador: um mundo greco-macedónico-asiático de povos diferentes unidos pelo idioma, o pensamento e a civilização dos gregos. Exceto a centralização política, o mundo helenístico constituía uma unidade como o que tinha sido sob o reinado de Alexandre, e muito mais do que jamais tinha sido antes. Isto estava representado em forma adequada por uma só besta com cabeças múltiplas (ou, em como em Daniel 8, com múltiplos chifres).

#### Quatro cabeças
Alexandre morreu sem deixar definida a sucessão de seu trono. Primeiro seu meio irmão Felipe, débil mental, e depois seu filho póstumo, Alexandre, foram reis titulares sob a regência de um ou outro dos generais. O império foi dividido em um grande número de províncias, das quais as mais importantes foram regidas por uns seis generais principais que atuaram como sátrapas. Mas a autoridade central - isto é, os dois reis fantoches - nunca foi o suficientemente forte como para unir ao vasto império. Depois de uns doze anos de lutas internas, durante as quais o domínio de diversas zonas do território mudou de mãos repetidas vezes e morrem os dois reis. Antígono surgiu então como o último dos pretendentes ao poder central sobretudo o império de Alexandre. Uma coligação de quatro poderosos generais se opôs a ele: Cassandro, Lisímaco, Seleuco e Ptolomeo. Os quatro queriam dividir o império entre eles. Em 306 a.c. Antígono se declarou rei de toda a nação e sucessor de Alexandre, visando manter a unidade do império. Ante isto, os quatro aliados, deixando seu título inferior de sátrapas, declararam-se reis de seus respectivos territórios. A longa luta entre os defensores da unidade sob o cetro de Antígono e seu filho Demétrio contra os quatro generais foi resolvida na Batalha de Ipso em 301 a.c. Antígono foi morto, Demétrio fugiu e seu território foi dividido. Ficaram em pé quatro reinos independentes em lugar do imenso império que Alexandre tinha formado, mas que não tinha conseguido consolidar. Ptolomeo tinha Egito, Palestina e parte de Síria; Casandro dominava Macedônia com soberania nominal sobre Grécia; Lisímaco tinha Tracia e uma grande parte do Ásia Menor; e Seleuco possuía a maior parte do que tinha sido o Império Persa: parte do Ásia Menor, o norte de Síria, Mesopotâmia e o oriente. Demetrio, só ficou com a frota e várias cidades costeiras que não chegaram a conformar um reino, ainda que mais tarde deslocou aos herdeiros de Casandro e fundou a dinastia antigónida na Macedônia. Uns 20 anos depois da divisão, os quatro se reduziram a três, porque Lisímaco foi eliminado. Grande parte de seu território foi tomado pelo império seléucida, mas parte foi invadida pelos gaulêses ou se desintegrou em pequenos Estados independentes. O mais importante deles foi Pérgamo. A duradoura divisão em três reinos principais permaneceu até tempos do Império Romano. Alguns estúdiosos tentam procurar a continuação dos quatro reinos até o período romano, atribuindo a Pérgamo a sucessão do efêmero reino de Lisímaco. Mas comparado aos três reinos principais o reino de Pérgamo era muito menor. Porém é fácil observar que no momento crítico - quando fracassou a última esperança de manter unido ao império de Alexandre, e se fez inevitável a divisão - todo o território, exceto fragmento menores, dividiu-se em quatro reinos como o especificava a profecia. O império de Alexandro, ainda que dividido, era uma continuação uma realização do ideal de seu fundador: um mundo greco-macedónico-asiático de povos diferentes unidos pelo idioma, o pensamento e a civilização dos gregos. Exceto a centralização política, o mundo henístico constituía uma unidade como o que tinha sido sob o reinado de Alexandre, e muito mais do que jamais tinha sido antes. Isto estava representado em forma adequada por uma só besta com cabeças múltiplas (ou, em como em Daniel 8, com múltiplos chifres). Este animal na realidade é Roma, se procurarem na história Romana verão que houve uma tetrarquia em seu desenvolvimento de governo, ou seja as cabeças, enquanto as asas que ficaram em suas costas, ou seja para trás significa que absorveu os reinos dos 4 generais gregos que disputavam o reino de Alexandre. O ser representado como um leopardo, é devido suas manchas, ou seja vários tipos de povos que este reino aglutinou para si, povos que antes nem haviam sido dominados pelos outros animais antes dele. Todo o problema esta no começo da interpretação, começa errado acaba errado. O que acontece nas profecias são detalhes destes reinos, sempre em evolução do reino Seguinte e com ênfase no 5º e último reino, que é chamado de 4º na evolução da profecia de Daniel.

### Quarto Animal
Depois disto, eu continuava olhando nas visões da noite, e eis aqui o quarto animal, terrível, espantoso e sobremodo forte, o qual tinha grandes dentes de ferro; ele devorava, e fazia em pedaços, e pisava aos pés o que sobejava; era diferente de todos os animais que apareceram antes dele e tinha dez chifres..
Estando eu a observar os chifres, eis que entre eles subiu outro pequeno, diante do qual três dos primeiros chifres foram arrancados; e eis que neste chifre havia olhos, como os de homem, e uma boca que falava com insolência.

#### Diferente de Todos os Animais
A quarta besta não tinha na natureza nenhum animal parecido, e por isso não se faz nenhuma comparação como no caso das três primeiras bestas.

#### Roma, o Império Seguinte

As Províncias do Império Romano na sua extensão máxima (governo de Trajano).

A história ensina claramente que o poder mundial que seguiu ao terceiro império (O Império de Alexandre) foi o Império Romano. No entanto, a transição foi gradual. De maneira que é impossível assinalar um acontecimento específico que indique o momento da mudança. O Império de Alexandre foi dividido depois de 301 a.c. em quatro (mais tarde três) reinos helenísticos, e sua substituição pelo Império Romano foi um processo gradual que implicou várias etapas principais. Os escritores não estão de acordo quanto à data que assinala a hegemonia do império seguinte. Pelo ano 200 a.c., quando Cartago já não era mais rival à altura, Roma era dona do Mediterrâneo ocidental e tinha começado a relacionar-se com o Oriente, onde de ali em adiante também chegaria a dominar. Em 197 a.c. Roma derrotou a Macedônia e pôs aos Estados Gregos sob sua proteção. Em 190 Roma derrotou a Antíoco III e tomou o território seléucida pelo leste até os montes do Tauro. Em 168 a.c., na Batalha de Pidna, Roma acabou com a monarquia da Macedônia, dividindo-a em quatro confederações. Em 146 a.c. Roma anexou a Macedônia como província e pôs a maior parte das cidades gregas sob o governador de Macedônia. Se a dominação romana do Próximo Oriente se computa desde a data em que os monarcas dos três reinos helenísticos foram eliminados pelo poder romano, pode considerar-se no ano 168 como o primeiro passo desse processo. No entanto, os reis seléucidas e tolemaicos retiveram seus tronos até muito depois, ficando-se até o ano 63 a.c. na Síria e o 30 a.c. no Egito. Se forem eleitas as datas da anexação desses três reinos como províncias romanas, as datas seriam 146, 64 e 30 a.c. respectivamente. Alguns historiadores ressaltam o ano de 168 a.c. porque nesta data Roma tinha conquistado Macedônia e tinha salvado a Egito de cair em mãos do reino seléucida ao proibir a invasão de Antíoco IV. Isto demonstraria que Roma virtualmente dominava os três reinos. Não se pode dar uma data única para um processo gradual. Seja qual for a eleição de datas que se faça, o transpasso do poder mundial para Roma fica claro. No ano 30 a.c. completou-se a absorção do território de Alexandre desde Macedônia até o Eufrates.

#### Grandes Dentes de Ferro
Os enormes dentes metálicos podem ser uma referência de crueldade e força. Bem como o animal rasgava e devorava suas presas com esses caninos monstruosos, assim Roma devorava as nações e povos em suas conquistas. Algumas vezes destruía cidades inteiras, como no caso de Corinto em 146 a.c.. Outras vezes reinos, tais como Macedônia e os domínios seléucidas, os que eram divididos e convertidos em províncias.

#### Pisava aos Pés o que Sobejava
Quando Roma não destruía ou subjugava um povo, costumava escravizar a seus habitantes ou os vendia como escravos. Na intensidade de seu poder destruidor, Roma ultrapassou aos reinos que previamente tinham dominado ao mundo.

#### Dez Chifres
Segundo a explicação de Daniel, são "dez reis". Se os "quatro reis" do verso 17 representavam reinos, e este reinos são os quatro impérios do capítulo 2 de Daniel, pode-se concluir que estes "dez reis" são também reinos. As sucessivas invasões de numerosas tribos germânicas que penetraram no Império Romano e a substituição deste por vários Estados separados ou monarquias, são acontecimentos comprovados pela história. Pelo menos uma vintena de tribos bárbaras invadiu o Império Romano, os estudiosos historicistas sugerem várias listas dos reinos estabelecidos no território do império. A seguinte lista é uma delas: ostrogodos, visigodos, francos, vándalos, suevos, alamanes, anglo-saxões, hérulos, lombardos e burgundios. Alguns preferem pôr os hunos em lugar dos alamanes. No entanto, os hunos desapareceram cedo sem deixar um reino estabelecido. Este período foi de grandes transtornos, confusão e mudança, e durante ele muitos Estados conseguiram sua independência.

#### O Chifre Pequeno
Ainda que pequeno no começo, este chifre é descrito posteriormente como "maior que seus colegas". A interpretação historicista afirma que isto simboliza a continuação do poder do Império Romano mediante a Igreja Romana. Observe as afirmações de alguns historiadores de renome:
"Das ruínas da Roma Política se levantou o grande império moral na "forma gigante" da Igreja Romana" - (A. C. Flick, The Rise of the Mediaeval Church, 1900, p. 150).
"Sob a potestade do Império Romano os papas não tinham poder temporário. Mas quando o Império Romano se desintegrou e seu lugar foi ocupado por vários reinos rudes e bárbaros a Igreja Católica Romana não só dominou esses Estados no aspecto religioso, mas também dominou-os no aspecto secular. As vezes, sob governantes tais como Carlo Magno (768-814), Otón o Grande (936-973) e Enrique III (1039-1056), o poder civil teve certo predomínio sobre a igreja; mas em general, durante o débil sistema político do feudalismo, a igreja, bem organizada, unificada e centralizada, com o papa a sua cabeça, não só era independente nos assuntos eclesiásticos mas também controlava os assuntos civis" - (Carl Conrad Eckhardt, The Papacy and World-Affairs [1937] P. 1).
Outra linha de pensamento deduz que, como todos os animais se referem a impérios políticos, o chifre pequeno que se torna grande também seria um governo político e o associa com o Reino Unido.

#### Diante
A palavra 'godam' vem do aramaico, e é usada frequentemente por Daniel. Seu significado é "antes no que atanhe ao tempo", ou "em presença de". A expressão "diante dele" pode ser interpretada como "para dar-lhe lugar".

#### Três Primeiros Chifres
Segundo os historicistas, o "chifre pequeno" é um símbolo da Roma Papal. Em consequência, os três chifres arrancados simbolizam a destruição de três das nações bárbaras. Entre os principais obstáculos da Roma Papal em sua busca por poder político estiveram os hérulos, os vândalos e os ostrogodos. Os três eram defensores do arianismo, e por isso se tornaram formidáveis rivais do catolicismo.
Os hérulos foram a primeira das tribos bárbaras que dominaram a Roma. À cabeça dos hérulos e de outras tropas mercenárias estava Odoacro, quem se constituiu rei de Roma. Odoacro, que era ariano, ainda que tolerante para com os católicos, era odiado pelos italianos. Por sugestão do imperador Zenão, do império de Oriente, Teodorico, o Grande, caudilho dos ostrogodos, foi o seguinte em invadir Itália (ver Thomas Hodgkin, Italy and Her Invaders, t. 3, pp. 180–213). No que se refere à Igreja Romana, a chegada de Teodorico não significou nenhuma melhoria mas só uma mudança de caudilhos. Teodorico era um ariano tão decidido como seu predecessor no trono de Itália. Concedeu tolerância às diversas religiões de seu reino, as desmedidas ambições do pontífice romano não podiam concretar-se num sistema que só outorgava tolerância.
Entre tantos os vândalos, presididos por Genserico, tinham-se estabelecido no norte de África e tinham tomado a Cartago em 439. Sendo arrianos fanáticos e belicosos, constituíam uma ameaça para a supremacia da Igreja Católica no Ocidente. Eram especialmente intolerantes para com os católicos, a quem chamavam hereges. Para ajudar aos católicos do Ocidente, o Imperador Justiniano, que governava a metade oriental do Império Romano desde Constantinopla, enviou a Belisário, o mais hábil de seus generais. Belisário venceu completamente aos vándalos em 534.
Os ostrogodos ficaram na Itália como o único poder arriano sobreviviente com importância suficiente para estorvar a hegemonia do papado no Ocidente (ver Hodgkin, op. cit., t. 3, cap. 15). Depois de ter eliminado aos vándalos, Belisário, em 535, começou na Itália sua campanha contra os ostrogodos (ver Hodgkin, op. cit., t. 5, pp. 3– 66). Os ostrogodos, que tinham sido expulsos de Roma, voltaram e a sitiaram em 537. Mas em 538 Justiniano fez desembarcar outro exército em Itália, e em março os ostrogodos abandonaram o assédio (ver Hodgkin, op. cit., t. 4, pp. 73–113, 210-252; Charles Diehl, "Justinian", em Cambridge Medieval History, t. 2, p. 15). É verdade que em 540 voltaram a entrar na cidade durante um período muito curto, mas sua ocupação foi breve. Sua retirada de Roma em 538 marcou o verdadeiro fim do poder ostrogodo, ainda que não fosse o fim da nação ostrogoda. E assim foi "arrancado" o terceiro dos três chifes que estorvavam ao pequeno chifre.
Justiniano é notável não só por seu sucesso em unir transitoriamente a Itália e os países do Ocidente com a metade oriental do que tinha sido o Império Romano, mas também porque formou um código unificado ao reunir e codificar as leis que existiam então no império, inclusive novos editais do mesmo Justiniano. Nesse código imperial estavam incorporadas duas cartas oficiais de Justiniano que tinham toda a força de um edital real. Nelas confirmava legalmente ao bispo de Roma como "cabeça de todas as santas igrejas" e "cabeça de todos os santos sacerdotes de Deus" (Código de Justiniano, livro 1, título 1). Na carta posterior também embasa as atividades do papa como corretor de hereges.
Ainda que esse reconhecimento legal da supremacia eclesiástica do papa está datado em 533, é evidente que o edital imperial não podia fazer-se efetivo em favor do papa enquanto o reino arriano dos ostrogodos dominasse a Roma e a maior parte de Itália. O papado estaria em liberdade de desenvolver ao máximo seu poder quando o domínio dos ostrogodos fosse quebrado. Em 538, pela primeira vez desde o fim da linhagem imperial de Occidente, a cidade de Roma foi liberada da dominação de um reino ariano. Nesse ano o reino dos ostrogodos recebeu seu golpe mortal (ainda que os ostrogodos sobreviveram ainda em alguns anos mais como povo). Por essa razão no ano 538 é uma data mais significativa do que 533.
Na linha de pensamento na qual o chifre pequeno se refere ao Reino Unido os três chifres derrotados o foram durante a Primeira Guerra Mundial quando a Tríplice Entente, liderada pelo Reino Unido)  derrotou a Tríplice Aliança (Alemanha, Austro-Hungria e Itália).

### Resumindo
- O papa já tinha sido reconhecido como bispo supremo das igrejas do Ocidente e tinha exercido considerável influência política sob o patrocínio dos imperadores ocidentais.
- Em 533 Justiniano reconheceu a supremacia eclesiástica do papa como "cabeça de todas as santas igrejas" tanto no Oriente como Ocidente, e esse reconhecimento legalmente foi incorporado ao código de leis imperiais (534).
- Em 538 o papado foi realmente liberato do domínio dos reinos arrianos, que dominaram a Roma e A Itália depois dos imperadores ocidentais. Desde esse tempo o papado pode aumentar seu poder eclesiástico. Os outros reinos se fizeram católicos, um por um, e já que os longínquos imperadores de Oriente não retiveram o domínio de Itália, o papa surgiu com freqüência como uma figura principal dos turbulentos acontecimentos que seguiram a este período de Ocidente. O papado adquiriu domínio territorial e finalmente atingiu o apogeu de sua dominação política tanto como religiosa da Europa.

Alguns pensam que é significativo que Vigílio, o papa que ocupava esse cargo em 538, tivesse substituído o ano anterior a um papa que tinha estado sob a influência gótica. O novo papa devia seu posto à Imperatriz Teodora e era considerado por Justiniano como o meio para unir a todas as igrejas de Oriente e de Ocidente sob seu domínio imperial. Fez-se notar que, a partir de Vigilio, os papas foram mais e mais estadistas do que eclesiásticos, e com frequência chegaram a ser dirigentes seculares.